# William Massey
Pour les articles homonymes, voir William Massey (homonymie) et Massey.
William Ferguson Massey, né le 26 mars 1856 à Limavady dans le nord de l'Irlande britannique et mort le 10 mai 1925 à Wellington, est un homme d'État néo-zélandais. Parfois surnommé « Bill le fermier », il est Premier ministre du 10 juillet 1912 jusqu'à sa mort, ayant ainsi le second plus long mandat à la tête du pays (après celui de Richard Seddon),. Fondateur du Parti de la réforme (conservateur), défenseur des intérêts du monde rural, « ardent impérialiste » attaché à la place de la Nouvelle-Zélande dans l'Empire britannique, il conserve l'essentiel des politiques sociales progressistes mises en place par ses prédécesseurs libéraux, mais marque les esprits en brisant violemment la Grande Grève générale de 1913,. À la tête du pays durant la Première Guerre mondiale, il accepte de former un gouvernement de coalition nationale avec les Libéraux, de 1915 à 1919.

## Jeunesse
Bill Massey nait d'un père irlandais protestant et d'une mère écossaise installée dans l'Ulster. Ses parents sont fermiers, mais vendent la ferme et partent s'installer en Nouvelle-Zélande en 1862, avec deux de leurs enfants. Bill Massey pour sa part reste un temps en Irlande, pour terminer sa scolarité dans une école privée dans le secondaire, avant de rejoindre ses parents en décembre 1870. Il travaille sur la ferme familiale, puis établit sa propre ferme vers 1877, à Mangere, près d'Auckland. En avril 1882 il épouse la fille de ses voisins fermiers, Christina Paul, dans une église presbytérienne. Le couple aura sept enfants.
Bill Massey lit beaucoup, développant une large bibliothèque privée où figurent en place de choix les ouvrages de Rudyard Kipling, William Shakespeare, Charles Dickens et Walter Scott, ainsi que des biographies de personnages historiques, et surtout la Bible ; il s'en inspire tout au long de sa vie, citant fréquemment des passages de l'Ancien Testament. Dans le même temps, il devient un notable local. Franc-maçon, il préside le comité de l'école locale, et surtout préside l'Association agricole et pastorale d'Auckland de 1890 à 
1893, ce qui fait de lui « de facto le porte-parole des fermiers dans la province d'Auckland ». 

## Carrière politique

### Député d'opposition
C'est d'abord en tant que porte-parole des fermiers, et en tant que conservateur convaincu, qu'il se lance en politique. En septembre 1891, il devient vice-président de l'Association nationale de Nouvelle-Zélande, organisme politique qui vise à mobiliser et structurer politiquement les conservateurs urbains et ruraux, face au gouvernement libéral de John Ballance. Les Libéraux ont en effet formé le premier parti politique du pays, tandis que leurs opposants conservateurs demeurent déstructurés ; la politique des partis en est à son balbutiement dans le pays. ll se présente comme candidat conservateur sans étiquette aux élections législatives de novembre 1893, mais est battu, et les Libéraux conservent le pouvoir. Après le scrutin, l'élection d'un député sans étiquette dans la circonscription de Waitemata est déclarée nulle, ce qui entraîne une élection partielle. Les conservateurs locaux demandent à Bill Massey de se présenter. Il relatera plus tard qu'il était en haut d'une meule de foin sur sa ferme lorsque le télégramme lui fut passé sur une fourche. Il accepte, et est élu député sans étiquette le 9 avril 1894, faisant son entrée à la Chambre des Représentants. 
Les Libéraux, emmenés par le premier ministre Richard Seddon, disposent d'une majorité écrasante au Parlement. C'est l'ère des premières réformes sociales qui contribuent à faire de la Nouvelle-Zélande un « paradis des travailleurs ». Les conservateurs, qui n'ont toujours pas de parti, ne disposent que de quinze députés sur soixante-dix, dirigés par William Russell, chef de l'opposition. Bill Massey se révèle être l'un des députés d'opposition les plus assidus, les plus actifs et les plus tenaces. En 1896, il devient le whip de l'opposition, chargé de mieux la structurer, et de veiller à ce que ses membres respectent la même ligne politique. 
Aux élections législatives de 1896, Massey se présente cette fois dans la circonscription où il réside : Franklin. Il la remporte, battant le whip libéral Benjamin Harris. Les conservateurs progressent, obtenant vingt-huit sièges, même si les Libéraux conservent le pouvoir. Les élections législatives de 1899 sont un triomphe pour les Libéraux de Richard Seddon, à la suite notamment de l'instauration de pensions de vieillesse. Les Libéraux sont perçus comme le parti du peuple, tandis que les conservateurs ne sont perçus que comme les représentants des intérêts des grands fermiers et des riches hommes d'affaires. Le pays est prospère. Massey conserve son siège, mais les conservateurs n'ont à nouveau plus que quinze sièges. Leur mouvement « cesse quasiment d'exister comme force organisée, que ce soit à l'intérieur ou à l'extérieur du Parlement ». Les Libéraux remportent à nouveau les élections de 1902, et les conservateurs tentent de se reformer comme mouvement structuré et crédible. En septembre 1903, les députés conservateurs choisissent Massey comme dirigeant, et donc comme chef de l'opposition. Les élections de 1905 sont un nouveau revers pour les conservateurs, même si la mort du très populaire Richard Seddon en 1906 prive les Libéraux de leur icône. 
Avec leur nouveau dirigeant Joseph Ward, les Libéraux remportent encore les élections de 1908, mais l'opposition dirigée par Massey a désormais vingt-sept sièges. Les conservateurs bénéficient d'un soutien important dans les circonscriptions rurales, qui sont proportionnellement sur-représentées au Parlement. En février 1909, Bill Massey et ses partisans s'établissent enfin en parti politique : le Parti de la réforme. Désormais, le pays connaît un réel bipartisme. Les Réformistes mobilisent leurs électeurs face à la montée d'un syndicalisme militant, se posant en défenseurs de la propriété privée et des entreprises face aux idées socialistes. Les élections législatives de décembre 1911 marquent leur percée. Ils terminent premiers, avec trente-sept sièges, contre trente-trois pour les Libéraux, quatre pour l'embryonnaire mouvement travailliste (socialiste), et six pour des élus sans étiquette, au positionnement souvent incertain. Si les Libéraux conservent initialement le pouvoir, Bill Massey parvient à se constituer une majorité au Parlement, et amène une majorité de députés à voter le renversement du gouvernement libéral en juillet 1912. Le 10 juillet, il est nommé premier ministre. 

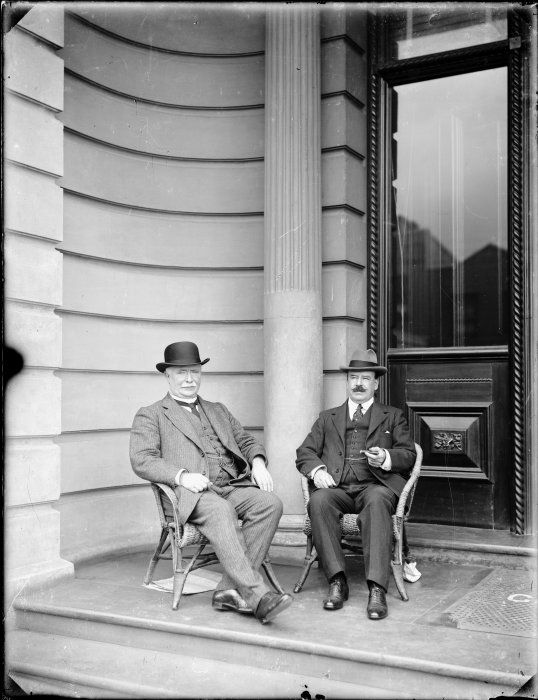
William Massey (à gauche) avec Joseph Ward vers 1920.

### Premier ministre
Bill Massey gère son gouvernement et son parti d'une main de fer. « Intolérant face à ceux qui ne partagent pas ses points de vue et principes religieux et politiques plutôt étroits », il dicte seul la ligne du parti, et s'emporte face à ses ministres lorsqu'ils expriment leur désaccord.  Ses plus proches alliés sont James Allen (ministre des Finances et de la Défense) et William Herries (ministre des Affaires indigènes et des Chemins de fer).
Dès 1912, il doit faire face à une importante grève des mineurs, suivie en 1913 d'une grève des dockers, qui s'amplifie en grève générale, l'une des plus importantes dans l'histoire du pays. La nation est profondément divisée. Le gouvernement envoie des forces de police spéciales, bientôt surnommées les « Cosaques de Massey », pour briser les grèves et disperser violemment les manifestants. Cette décision lui vaut l'approbation d'électeurs conservateurs dans les régions rurales, mais la haine durable de nombreux ouvriers urbains. Durant ces premières années de gouvernement, Massey facilite également l'achat de terres par les fermiers, et met en place un service public indépendant pour le recrutement des fonctionnaires, sans favoritisme politique ni discrimination religieuse.

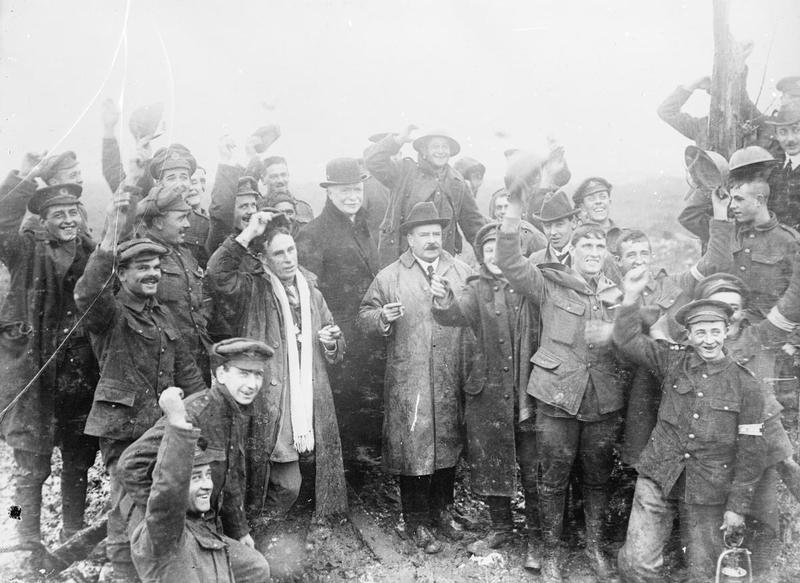
William Massey et Joseph Ward avec des soldats britanniques à La Boiselle, en France, en octobre 1926.

Comme les autres Dominion (nations autonomes membres de l'Empire britanniques), la Nouvelle-Zélande participe à la Première Guerre mondiale aux côtés de la « mère-patrie », le Royaume-Uni. Aux élections de décembre 1914, les Réformistes obtiennent quarante sièges sur quatre-vingt, et conservent le pouvoir, mais n'ont toujours pas la majorité absolue au Parlement - d'autant que l'un des leurs doit être nommé président de la Chambre, ce qui les prive d'un siège. À contrecœur, Massey invite les Libéraux et les Travaillistes à former avec lui un gouvernement d'union nationale. Les Travaillistes refusent, leurs positions politiques étant nettement incompatibles, mais les Libéraux acceptent, et la coalition se met en place le 4 août 1915. « Massey et Ward se détestent mutuellement pour des raisons personnelles, politiques et religieuses », et s'imposent de ne pas légiférer sans l'unanimité du gouvernement, ce qui paralyse en grande partie le Parlement et accentue leur frustration. D'août 1916 à juin 1917, William Massey part au Royaume-Uni, où il participe aux sessions du gouvernement britannique impérial, laissant James Allen gérer la coalition avec Joseph Ward à Wellington. Il visite également les soldats néo-zélandais au front. Parmi eux, son fils George, grièvement blessé. Après la Guerre, le pays est frappé par la pandémie mondiale de grippe espagnole, qui tue plus de 8 500 Néo-Zélandais et affecte de manière permanente la santé de nombreux autres, dont son épouse Christina qui aide à soigner les malades. Il participe à la Conférence de paix de Paris en 1919, et signe le Traité de Versailles au nom de la Nouvelle-Zélande. C'est la première fois que la Nouvelle-Zélande signe un traité international en son propre nom, au lieu de voir le Royaume-Uni signer pour elle ; ce moment participe à confirmer l'indépendance politique de facto du pays,. 

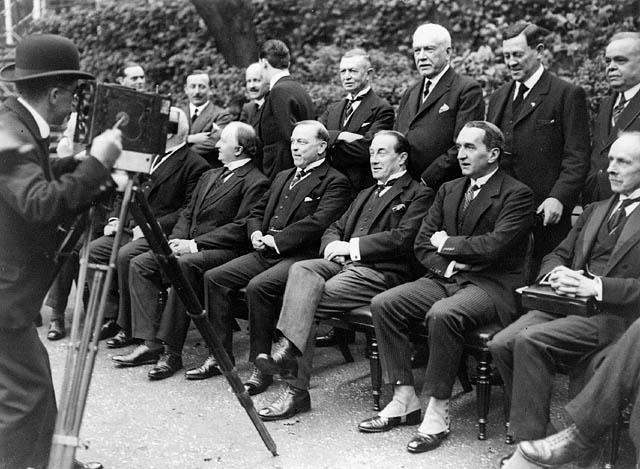
William Massey (debout, 3e en partant de la droite) lors d'une conférence impériale à Londres en 1923. Au premier rang au centre se trouvent le premier ministre canadien Mackenzie King, le premier ministre britannique Stanley Baldwin, et le premier ministre australien Stanley Bruce.

Pour autant, William Massey est viscéralement loyal envers l'Empire britannique. Peu convaincu par l'idée d'une Société des Nations (à laquelle la Nouvelle-Zélande participe néanmoins), il perçoit toujours l'avenir, la prospérité et la sécurité de son pays comme étant liés à une relation extrêmement proche avec le Royaume-Uni. 
Les élections ne s'étant pas tenues en 1917 en raison de la guerre, elles ont lieu en août 1919. La coalition se dissout en amont du scrutin. Le mécontentement gronde dans le pays, marqué par des fractures « entre monde urbain et monde rural, employeurs et travailleurs, conservateurs et radicaux, partisans et opposants à la conscription, riches et pauvres, protestants et catholiques ». Le gouvernement est impopulaire, accusé d'avoir ignoré les problèmes de l'inflation, des conditions de vie misérables des pauvres en milieu urbain, et des politiques de santé insuffisantes révélées par la pandémie. Même certains fermiers ne se reconnaissent plus dans son gouvernement, et Massey doit empêcher une scission dans son parti. Il fait campagne sur les thèmes « du patriotisme, de la stabilité, de l'ordre, de la défense du secteur rural, et de la protection de la propriété privée », attisant les craintes que peut susciter la popularité croissante du mouvement travailliste. Il promet d'améliorer les soins de santé et les logements urbains, et de financer une extension des chemins de fer, et autres grands travaux. Sa campagne électorale est soutenue activement par l'Association politique protestante de Nouvelle-Zélande (APP), mouvement « violemment anti-catholique » et fortement impliqué dans le Parti de la réforme. En public, Massey se dissocie de l'APP, mais il rencontre en privé ses dirigeants, dont il partage l'anti-catholicisme. Pour la première et la dernière fois, les élections de 1919 lui confèrent une majorité absolue des sièges (quarante-cinq), obtenue avec 36 % des voix. L'opposition étant divisée, les Libéraux n'ont que dix-huit sièges, et les Travaillistes huit.

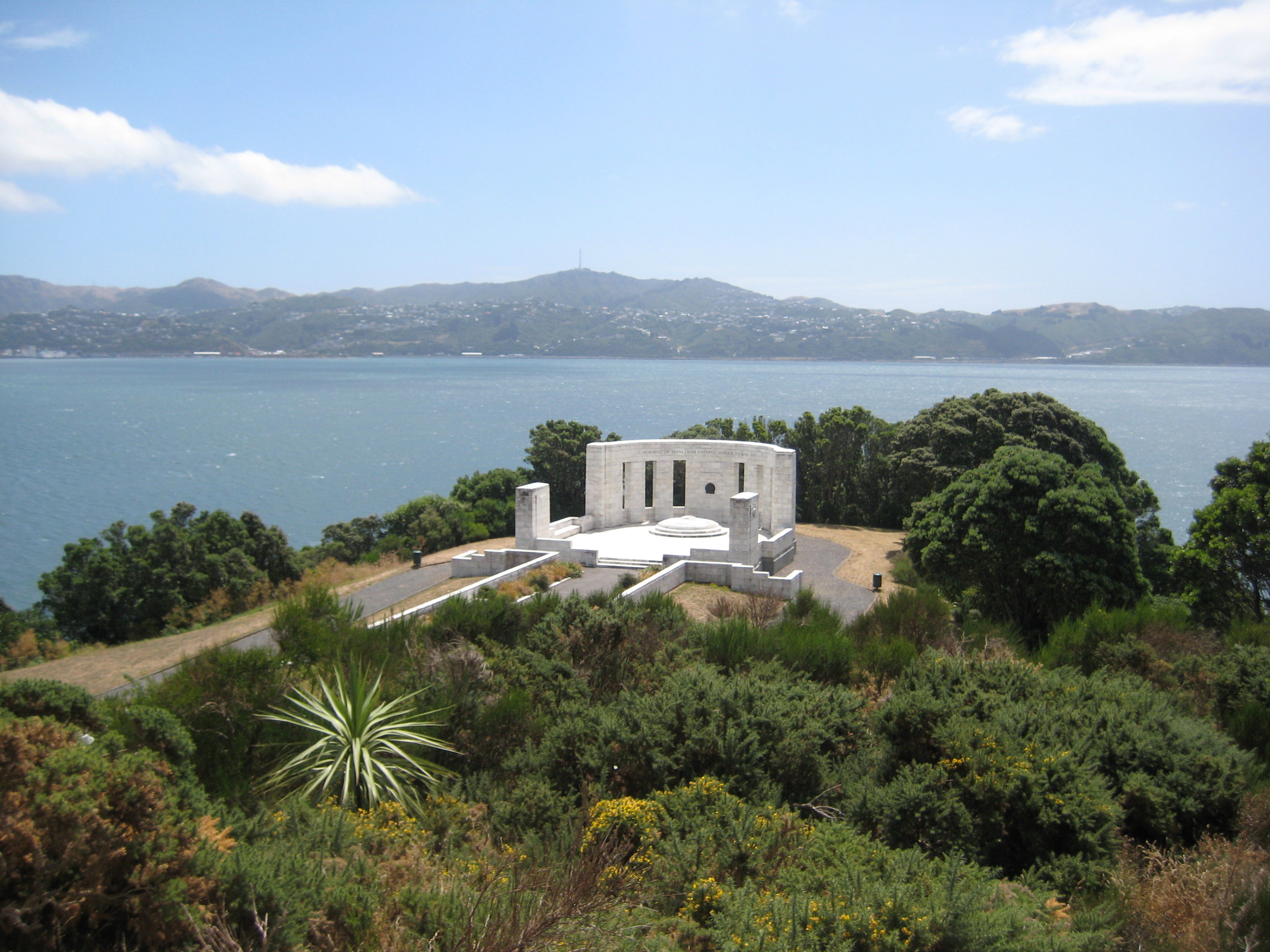
Le mémorial et mausolée de William Massey, à Wellington.

L'année 1920 marque le début d'une récession. Le Parti de la réforme exige que son gouvernement réduise à la fois les dépenses publiques et les impôts, limoge des fonctionnaires pour effectuer des économies, et adopte une ligne ferme face aux revendications syndicales sur les salaires. Aux élections de 1922, les Réformistes perdent leur majorité absolue, conservant trente-sept sièges et étant dès lors contraints de courtiser les quatre députés sans étiquette pour pouvoir légiférer. Massey réduit les impôts, principalement pour les fermiers, et continue sa politique de financement de travaux publics, notamment en milieu rural. Il augmente les pensions pour les retraités et les veuves, et en institue pour les aveugles. Il réprime une grève des employés des chemins de fer en 1924.

### Mort
Fragilisé et fatigué par un cancer, il est opéré sans succès fin mars 1925, et meurt à son domicile le 10 mai. Ironie de l'histoire, il n'est donc pas témoin de la victoire éclatante des Réformistes aux élections de novembre, qui, menés par Gordon Coates, remportent cinquante-six sièges.